# Grey River/Māwheranui
Der Grey River/Māwheranui ist ein Fluss in der Region West Coast auf der Südinsel von Neuseeland.

## Namensherkunft
Der Fluss wurde von dem Forscher Thomas Brunner für die Europäer entdeckt und zu Ehren des neuseeländischen Politikers Sir George Grey nach ihm benannt. Der Name des Flusses in der Sprache der Māori lautet Māwheranui und die Gegen um ihn herum Māwhera.

## Geographie
Entsprechend einer Veröffentlichung der National Water and Soil Conservation Organisation aus dem Jahr 1981 gilt der Lake Christabel mit seinem Ausfluss über den Blue Grey River als Ursprung für den gesamten Fluss, auch wenn das einschlägige Kartenmaterial Neuseelands mit den Bezeichnungen der einzelnen Flüsse etwas anderes suggeriert. Von dem See fließt der kleine Fluss in Richtung Westen, wo er nach gut 10 km auf den von Norden kommenden Upper Grey River stößt. Dieser entspringt auf einer Höhe von 1080 m westlich des 1282 m hohen Mount Alexander, rund 11 km nordwestlich des Lake Christabel. Bevor der Upper Grey River auf den Blue Grey River stößt, trägt der Brown Grey River von Nordwesten kommend seine Wässer zu.
Nach rund 49 km Flussverlauf des unter dem Namen Upper Grey River geführten Flusse, ändert sich der Name in Grey River/Māwheranui, den er dann bis zu Mündung in die Tasmansee  bei Greymouth behält.

## Flüsse mit dem Namen Grey River
| Fluss                           | Länge ( km ) | Mündung Höhe (m) / Koordinaten | Mündung Höhe (m) / Koordinaten | Quelle Höhe (m) / Koordinaten | Quelle Höhe (m) / Koordinaten | Bemerkungen |
| ------------------------------- | ------------ | ------------------------------ | ------------------------------ | ----------------------------- | ----------------------------- | ----------- |
| Grey River/Māwheranui           | 72,5         | 0                              | 42° 26′ 21″ S, 171° 11′ 26″ O  | 170                           | 42° 22′ 8″ S, 171° 50′ 23″ O  |             |
| Upper Grey River                | 48,6         | 170                            | 42° 22′ 8″ S, 171° 50′ 23″ O   | 1080                          | 42° 21′ 7″ S, 172° 6′ 40″ O   |             |
| Blue Grey River                 | 10,3         | 410                            | 42° 24′ 26″ S, 172° 6′ 23″ O   | 660                           | 42° 24′ 30″ S, 172° 13′ 13″ O |             |
| Brown Grey River                | 11,0         | 430                            | 42° 22′ 46″ S, 172° 7′ 52″ O   | 1115                          | 42° 19′ 29″ S, 172° 3′ 52″ O  |             |
| Mawheraiti or Little Grey River | 34,0         | 80                             | 42° 16′ 59″ S, 171° 39′ 8″ O   | 300                           | 42° 3′ 46″ S, 171° 48′ 27″ O  |             |

## Nutzung
Um die Flussmündung frei vor dem Versanden zu halten, wurden zwei dis zu 330 m langen Buhnen in die See gebaut. Rund 1 km landeinwärts befindet sich am  linken Flussufer der Eingang zu einem kleinen Hafen, der sowohl industriell als auch für die Freizeitschifffahrt genutzt wird.